# YeLLOW Generation
YeLLOW Generation est un groupe féminin de J-pop, actif de 2002 à 2006, composé de trois idoles japonaises, connu en occident pour avoir interprété un générique de fin de la série anime Fullmetal Alchemist. Après la séparation du groupe en 2006, Yūko Asami enregistre un single pour l'anime Hitohira en 2007 et devient animatrice radio, et Hitomi Watanabe apparaît dans des publicités et drama. Yuki Suzuki, la chanteuse principale, commence une carrière en solo en 2009 en interprétant le générique de la série anime 07-GHOST.

## Membres
- Yuki (ユキ?) : Yuki Suzuki (ja), née le 9 février 1982
- Yūko (ユウコ?) : Yūko Asami (ja), née le 20 novembre 1981
- Hitomi (ヒトミ?) : Hitomi Watanabe (ja), née le 10 juillet 1985

## Discographie

### Singles
- LOST Generation (2002.6.5)
- Kitakaze to Taiyō (北風と太陽) (2002.8.21)
- CARPE DIEM ~Ima, kono Shunkan o Ikiru~)  (CARPE DIEM ～今、この瞬間を生きる～) (2002.11.20)
- Utakata (うたかた/春雷) (2003.5.14)
- Yozora ni Saku Hana ~eternal place~ (夜空に咲く花 ～eternal place～) (2003.9.18)
- Tobira no Mukōou e (扉の向こうへ) (2004.1.28) (Thème de fin l'anime Fullmetal Alchemist)
- YELLOW (2005.4.6)
- Tritoma (トリトマ) (2005.7.13)
- Dual (2005.12.7) (Thème de l'anime Ginban Kaleidoscope)

### Albums
- CARPE DIEM (2002.12.11)
- life-sized portrait (2005.8.10)

## Liens
- (ja) YeLLOW Generation: Site officiel
- (ja) Yuki Suzuki: site officiel
- (ja) Yuki Suzuki: blog officiel
- (ja) Yūko Asami: blog officiel
- (ja) Hitomi Watanabe: fiche officielle